# CGTN tiếng Tây Ban Nha
CGTN tiếng Tây Ban Nha (tiếng Tây Ban Nha: CGTN Español; trước đây là CCTV Español) là một kênh truyền hình giải trí và tin tức bằng tiếng Tây Ban Nha của CGTN.
Kênh truyền hình này phục vụ cho khán giả quốc tế. Tất cả các chương trình đều có phụ đề tiếng Tây Ban Nha. Ngoài ra, cũng các chương trình tin tức với các tường thuật bằng tiếng Tây Ban Nha. Chương trình này cung cấp cả tin tức về Trung Quốc và quốc tế.
Hầu hết các chương trình trên CGTN tiếng Tây Ban Nha kéo dài trong 30 phút. Các chương trình có nội dung rất đa dạng, ví dụ như tin tức, giáo dục, và các chương trình dài kỳ của Trung Quốc, cũng như giới thiệu về du lịch hay các nghệ sĩ Trung Quốc.

## Lịch sử

### CCTV-E
CCTV-E phát sóng từ ngày 1 tháng 10 năm 2007, thay thế kênh truyền hình song ngữ Tây Ban Nha/Pháp CCTV E&F, tức ba năm sau khi kênh truyền hình song ngữ này phát sóng vào ngày 1 tháng 10 năm 2004.

## Các chương trình đặc trưng
- Así Es China Lưu trữ ngày 10 tháng 3 năm 2012 tại Wayback Machine ("Đây là Trung Quốc")
- Comunícate en Chino Lưu trữ ngày 10 tháng 3 năm 2012 tại Wayback Machine (dạy tiếng Trung cho người nói tiếng Tây Ban Nha)
- Biz China Lưu trữ ngày 10 tháng 3 năm 2012 tại Wayback Machine (dùng tự tiếng Anh)
- Arte Culinario Chino (nấu ăn)
- Cultura Exprés Lưu trữ ngày 10 tháng 3 năm 2012 tại Wayback Machine (tin tức văn hóa)
- Asia hoy Lưu trữ ngày 10 tháng 3 năm 2012 tại Wayback Machine (tin châu Á)
- Telenovela Lưu trữ ngày 10 tháng 3 năm 2012 tại Wayback Machine (TV shows)
- Recorriendo China Lưu trữ ngày 10 tháng 3 năm 2012 tại Wayback Machine (tái khám phá Trung Quốc)
- Diálogo Lưu trữ ngày 10 tháng 3 năm 2012 tại Wayback Machine (đối thoại, chương trình hàng tuần)
- Ronda Artística Lưu trữ ngày 10 tháng 3 năm 2012 tại Wayback Machine (nghệ thuật)
- Escenario Deportivo Lưu trữ ngày 10 tháng 3 năm 2012 tại Wayback Machine (tin thể thao)
- Documentales Lưu trữ ngày 8 tháng 10 năm 2012 tại Wayback Machine (phim tài liệu)
- Tiempo Deportivo Lưu trữ ngày 5 tháng 5 năm 2012 tại Wayback Machine (chương trình giảng dạy võ thuật Trung Quốc)
- Mundo al Minuto Lưu trữ ngày 5 tháng 5 năm 2012 tại Wayback Machine (tin thế giới)
- Mundo Insólito Lưu trữ ngày 5 tháng 5 năm 2012 tại Wayback Machine(chương trình khoa học-công nghệ)